# Concert per a viola (Bartók)
El Concert per a viola i orquestra va ser una de les últimes obres que va compondre Béla Bartók. William Primrose, un famós violinista del segle xx, va demanar al compositor (després que Stravinski rebutgés la petició) que li compongués un concert per a viola, ja que considerava que ell podria ser capaç de realitzar-li un concert virtuosístic que oblidés qualsevol limitació tècnica de la viola. Va començar a compondre'l el juliol de 1945, quan vivia al llac Saranac a Nova York. Desafortunadament, Bartók patia l'última etapa d'una leucèmia que va posar fi a la seva vida el setembre d'aquell mateix any, deixant només esborranys d'aquest concert. A més, també va quedar incompleta l'orquestració dels disset últims compassos del Concert per a piano núm. 3.

## Història
L'últim període compositiu de Bartók va tenir lloc entre l'emigració als Estats Units l'octubre de 1940 i la seva mort el setembre de 1945. Tot i que no va ser una etapa molt productiva, va compondre dues obres que van tenir reconeixement: el Concert per a orquestra i la Sonata per a violí. El 1942 va començar a patir leucèmia i va passar diverses temporades recuperant-se en àrees rurals com Asheville (Carolina del Nord) i el llac Saranac (Nova York). El 1945 la seva salut havia millorat i va rebre bastants encàrrecs. Va començar a compondre el tercer concert per a piano, i va anunciar al seu editor que compondria un setè quartet de corda. També va acceptar l'encàrrec de compondre un concert per a l'eminent violista William Primrose.
En una entrevista amb David Dalton de 1970, Primrose va explicar les circumstàncies de l'encàrrec. Stravinski va rebutjar la seva oferta perquè estava ocupat amb altres treballs. Bartók era molt conegut pels músics, i després de sentir una gravació del seu segon Concert per a violí pel violinista Yehudi Menuhin, Primrose va decidir encarregar-li a ell el treball. Al principi Bartók no n'estava gaire convençut perquè no estava familiaritzat amb la viola com a solista, però després d'escoltar a Primrose tocant el concert de William Walton per la ràdio, va acceptar l'encàrrec.
William Primrose va enviar una carta a Bartók el 22 de gener de 1945 en la qual li donava les gràcies per haver acceptat el seu encàrrec, tot i que no hi ha proves que Bartók es posés a treballar en el concert fins a l'agost del mateix any. El 8 de setembre, el compositor va remetre una carta a Primrose en la qual li deia: "ja tinc un esbós del seu concert per a viola, així que només haig d'escriure les partitures, la qual cosa significa que és un treball purament mecànic […] Està concebut en un estil bastant virtuós. Probablement alguns paisatges seran incòmodes o no es podran tocar. Això ho hauríem de discutir més endavant, en acord amb les seves observacions"
El 21 de setembre Bartók va ser hospitalitzat quan encara no havia escrit res del concert per a viola. Va demanar als metges poder quedar-se a casa un dia més per acabar els 17 compassos del Concert núm. 3 per a piano, però aquests no li van permetre. Segons el seu fill, Peter Bartók, el seu pare va dir sobre la seva mort: "Només estic trist per haver-me'n d'anar amb una maleta plena". El seu fill creu que es refereix a una maleta amb les composicions dels seus últims anys (Concert per a violí, Concert per a orquestra, Concert núm. 3 per a piano i Concert per a viola) que apuntaven a un nou estil de composició. Tibor Serly, alumne i amic de Bartók, també considerava que les seves últimes obres estaven encaminades a un nou estil de composició.  

### Reconstrucció del concert
L'octubre de 1945 les partitures del Concert per a piano núm. 3 i les del Concert per a viola es van confiar a Tibor Serly. Ell havia treballat amb Bartók entre 1940 i 1942 transcrivint molts números de Mikrokosmos per a quartet de corda, i també va orquestrar-los sota el nom de Suite Mikrokosmos, una obra a la qual va afegir canvis compositius. Serly no només era alumne i amic de Bartók, també era violinista acomplexat i compositor. Va ser membre de l'NBC Symphony sota la batuta de Toscanini (amb William Primrose liderant la secció de violes). Semblava que Serly era el més qualificat per reconstruir els esbossos del Concert per a viola.
Hi havia 16 pàgines sense ordenar i es creu que en faltaven algunes. Primrose va afirmar en una entrevista que no sabia com Tibor podia haver aclarit allò que semblava un trencaclosques. Afortunadament, Serly va ser capaç de reconstruir el concert, tot i trigar dos anys, des de 1946 fins a finals de 1948.
Com que va advertir problemes tècnics en la viola, va decidir preparar a la vegada una versió per a violoncel. Quan les va acabar, va contactar amb el violista Burton Fisch i amb el violoncel·lista David Soyer i els va demanar de preparar les versions del concert. Serly va convidar diversos amics de Bartók per a una presentació informal de les dues versions del concert. Després va preguntar-los, un per un, quina versió els havia agradat més, i va guanyar la de violoncel per 8 vots a 6. Com que Primrose no havia pagat l'encàrrec quan Bartók es va morir, es va considerar la possibilitat de vendre-li el concert a un violoncel·lista. Però Primrose, amb la carta del 8 de setembre (en la qual discutia amb Bartók l'encàrrec) els va forçar a mantenir l'acord original. Serly i Primrose es van reunir per treballar sobre complicacions tècniques. Poc després, Primrose va estrenar el concert amb l'Orquestra Simfònica de Minneapolis el desembre de 1949, sota la direcció d'Antal Dorati.  

### Problemes amb les edicions
Després de l'estrena i de la publicació, el Concert per a viola i orquestra es va fer famós ràpidament. Quan la història que hi havia al darrere es va conèixer, van començar a sorgir dubtes de què era de Bartók i què de Serly. No se sabia gairebé res del manuscrit fins que Tibor va donar una fotocòpia del manuscrit a l'Arxiu Bartók de Budapest. Aviat es van observar les diferències entre els esbossos i la versió de Serly, i diversos articles van mencionar aquestes diferències. En resposta a aquest fet, Serly va escriure un article explicant que la seva única intenció era aconseguir una versió que es pogués tocar i tingués el màxim de Bartók i el mínim d'ell. Va dir que la part de viola estava igual als esbossos i que l'orquestració tenia coses seves. Més endavant es va demostrar que això no era així i que la part de viola havia estat modificada, canviant valors, fent canvis d'octaves, repetint material... Desafortunadament, això va deixar una cicatriu en la seva reputació. L'èxit del Concert, que es deu sobretot al treball que Serly va fer reconstruint els manuscrits, s'atribueix a Bartók, mentre que els dubtes sobre la seva autenticitat recauen en Serly.
Des de finals dels anys 1970 i fins a principi dels 1990, diversos violistes van començar a analitzar les poques còpies del manuscrit que hi havia, i interpretaven les seves pròpies revisions del concert, fins i tot això va implicar canviar alguna part de l'orquestra. Donald Maurice, Csaba Erdély, Atar Arad i Paul Neubauer van ser alguns dels violistes que van fer les seves pròpies versions del concert. Aquest últim va contactar amb Peter Bartók i van discutir amb ell les diferències entre el manuscrit i la versió publicada. A final dels anys 1980 Peter Bartók va decidir fer una versió revisada del concert que fos més fidel al manuscrit, mentre que Paul Neubauer va editar la part de viola. La Revised Version of the Viola Concerto i el facsímil del manuscrit original van ser publicats el 1995.
   

## Composició

### Forma
Quan Bartók ja havia mort, els esbossos estaven incomplets i desordenats. Quan Bartók va escriure a Primrose dient-li que el concert ja estava acabat, és possible que tot el material temàtic ja fos al manuscrit. De tota manera, no va indicar l'ordre del material o els principis i finals dels moviments. En una carta inacabada que data del 5 d'agost de 1945, Bartók diu a Primrose que per molt embrionari que fos l'estat del concert, les idees ja estaven solucionades. Així que li avança que tindrà quatre moviments: un Allegro serio, un Scherzo, un moviment lent una mica lent, i un finale començant allegreto i desenvolupant el tempo a allegro molto. Cada moviment, o almenys tres dels moviments, estarien precedits per una menció curta a la introducció (quasi sempre un solo de viola), una mena de ritornello.
L'allegro serio, el moviment lent i el finale existeixen clarament. Però el tercer moviment no apareix acotat en cap partitura. Hi ha la hipòtesi que Bartók decidís eliminar un moviment quasi a l'inici del seu treball. En una de les pàgines dels esbossos, en la qual hi ha el final del desenvolupament i el principi de la recapitulació del primer moviment, Bartók va escriure 3 durades (10'20'', 5'10'', 4'45''), que s'acosten molt a la durada de la música.

### Instrumentació
La versió de Tibor Serly està orquestrada per a: flautí, 2 flautes, 2 oboès, 2 clarinets en Sib, 2 fagots, 3 trompes en Fa, 3 trompetes en Sib, 2 trombons, 1 tuba, timbals, percussió i cordes.
La versió de Peter Bartók i de Paul Neubauer està orquestrada per a: flautí, 2 flautes, 2 oboès (el segon doblant al corn anglès), 2 clarinets en Sib, 2 fagots (el 2n doblant al contrafagot), 4 trompes en Fa, 3 trompetes en Sib, trombó tenor, trombó baix, tuba, timbals, percussió (2) i cordes.  